# ريس مارتن
ريس مارتن (بالإنجليزية: Rhys Martin)‏ مواليد 13 فبراير 1986 في بريزبان، هو لاعب كرة سلة أسترالي. بدأ مسيرته الاحترافية في سنة 2007. يلعب مع إلوارا هوكز في الدوري الأسترالي لكرة السلة كلاعب هجوم خلفي. يحمل الرقم 13. لعب مع بريزبان بولتز وإلوارا هوكز.